# География Восточного Тимора

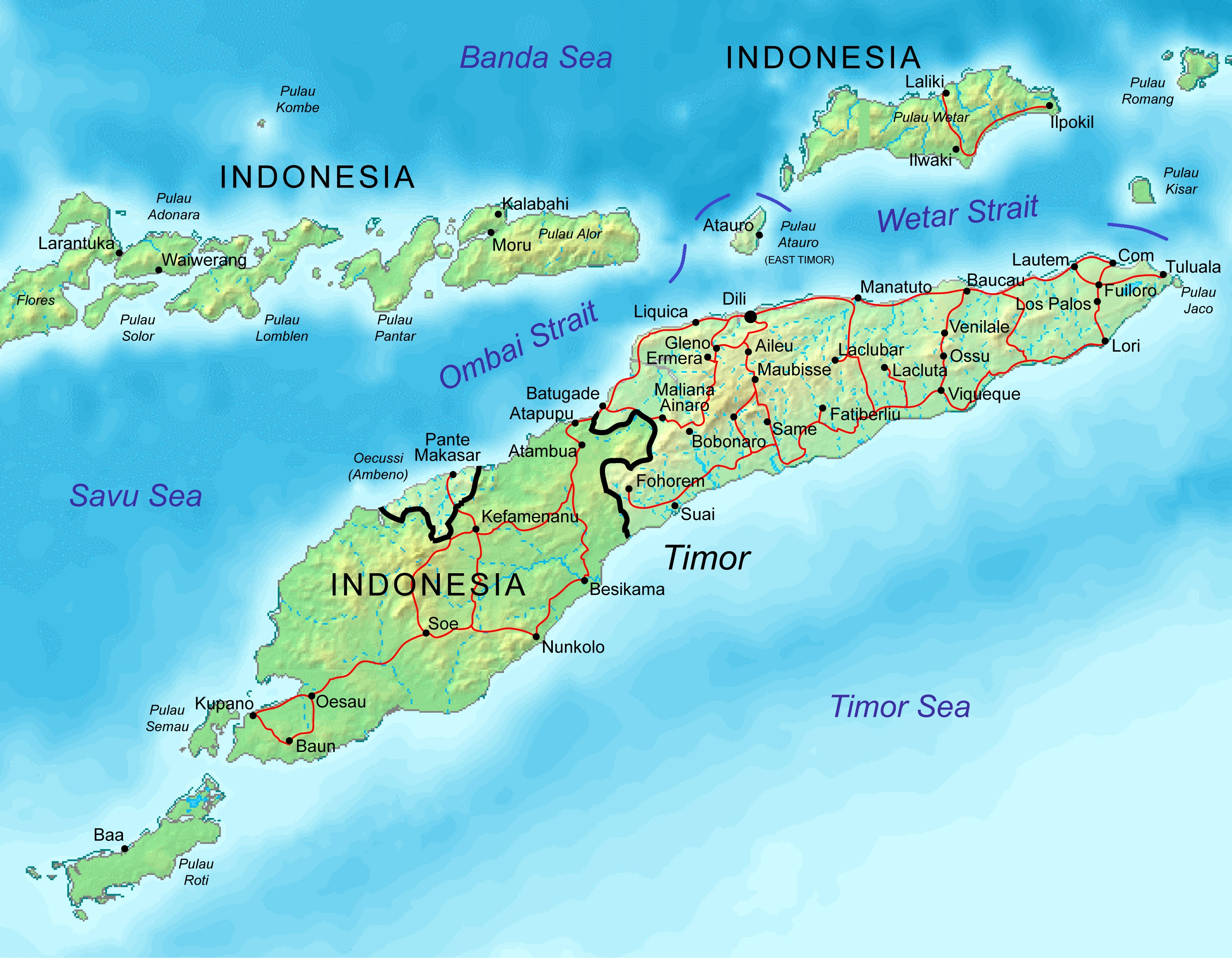
Физическая карта Восточного Тимора

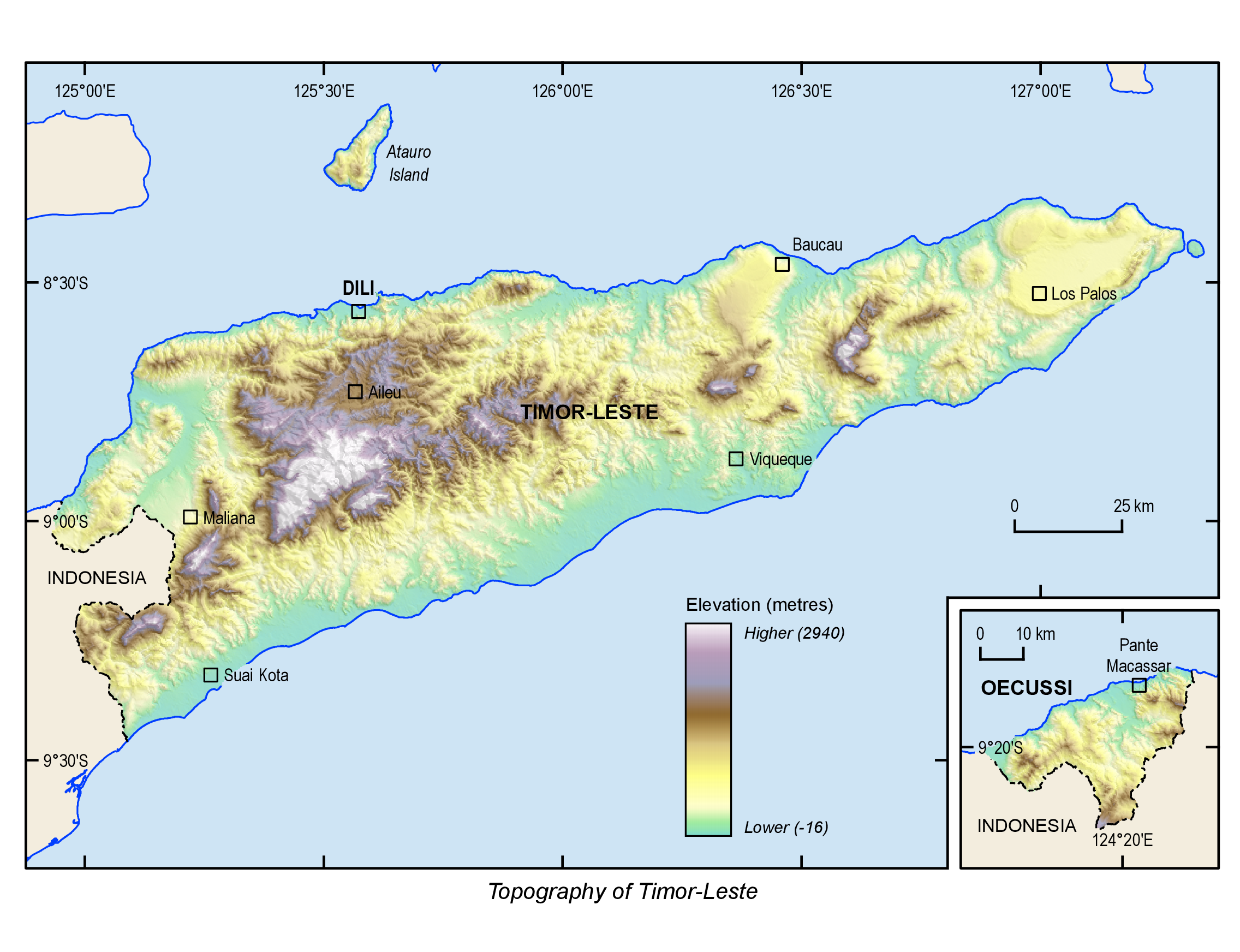
Топографическая карта Восточного Тимора

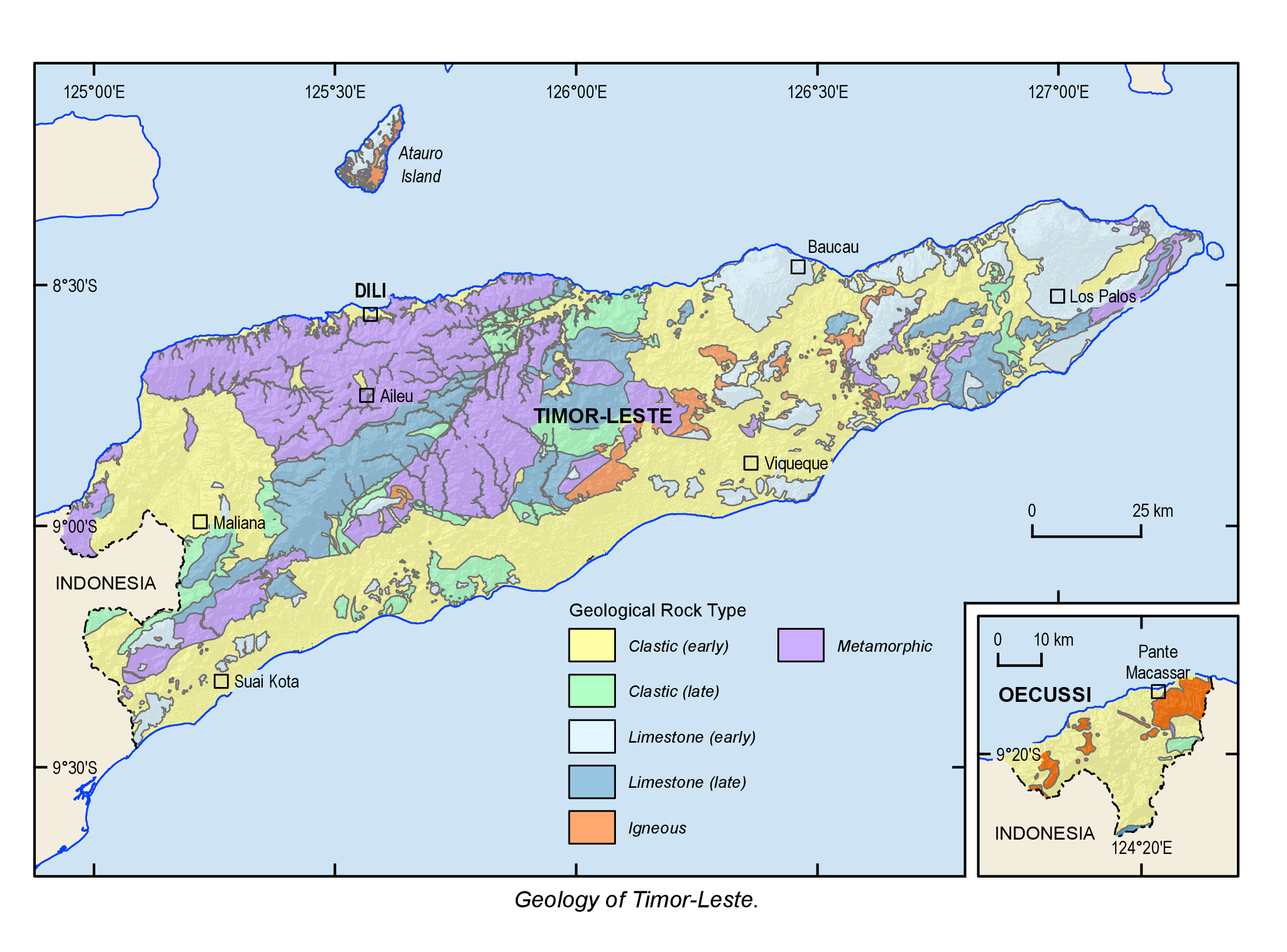
Геологическая карта Восточного Тимора

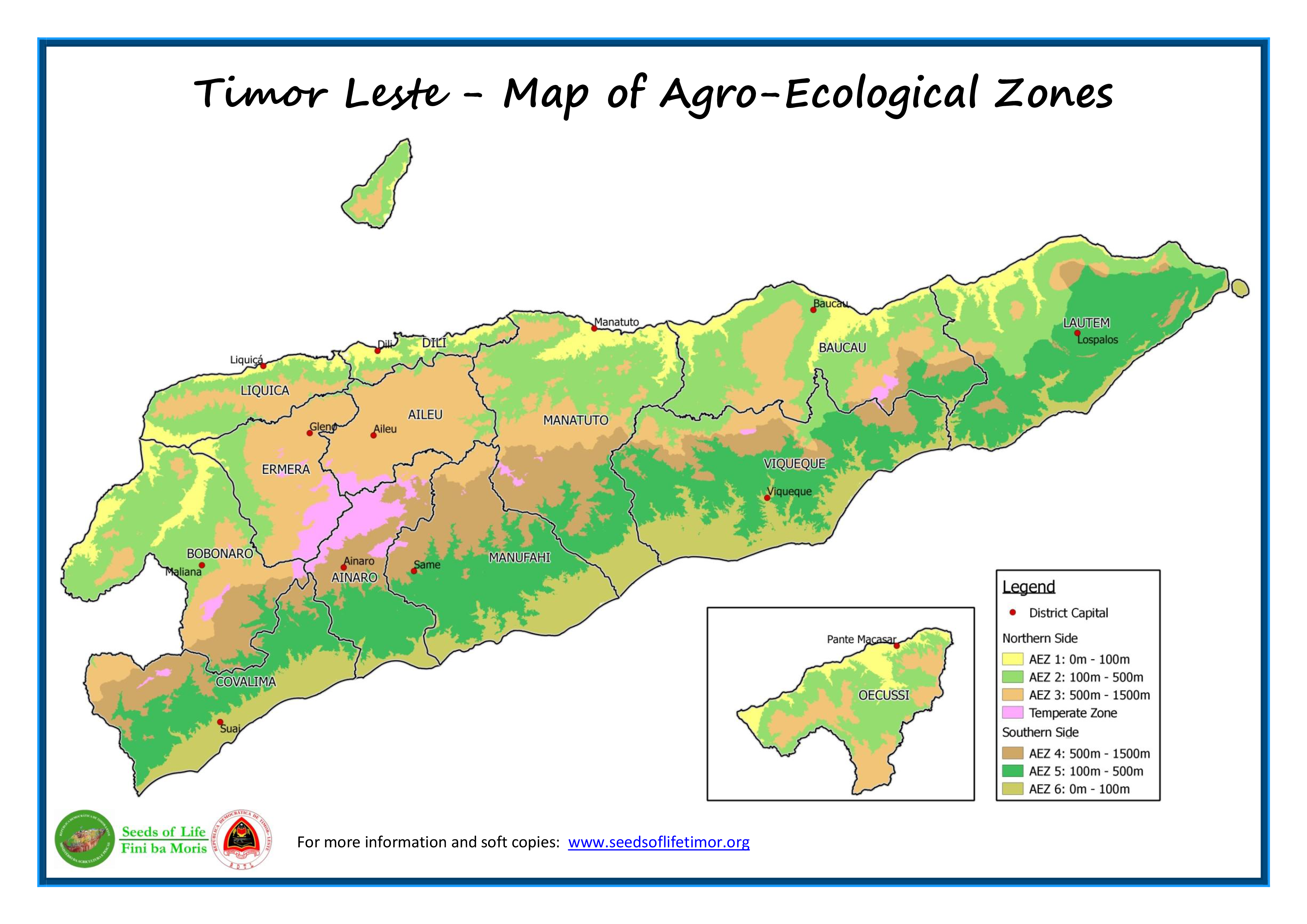
Агро-экологические зоны Восточного Тимора

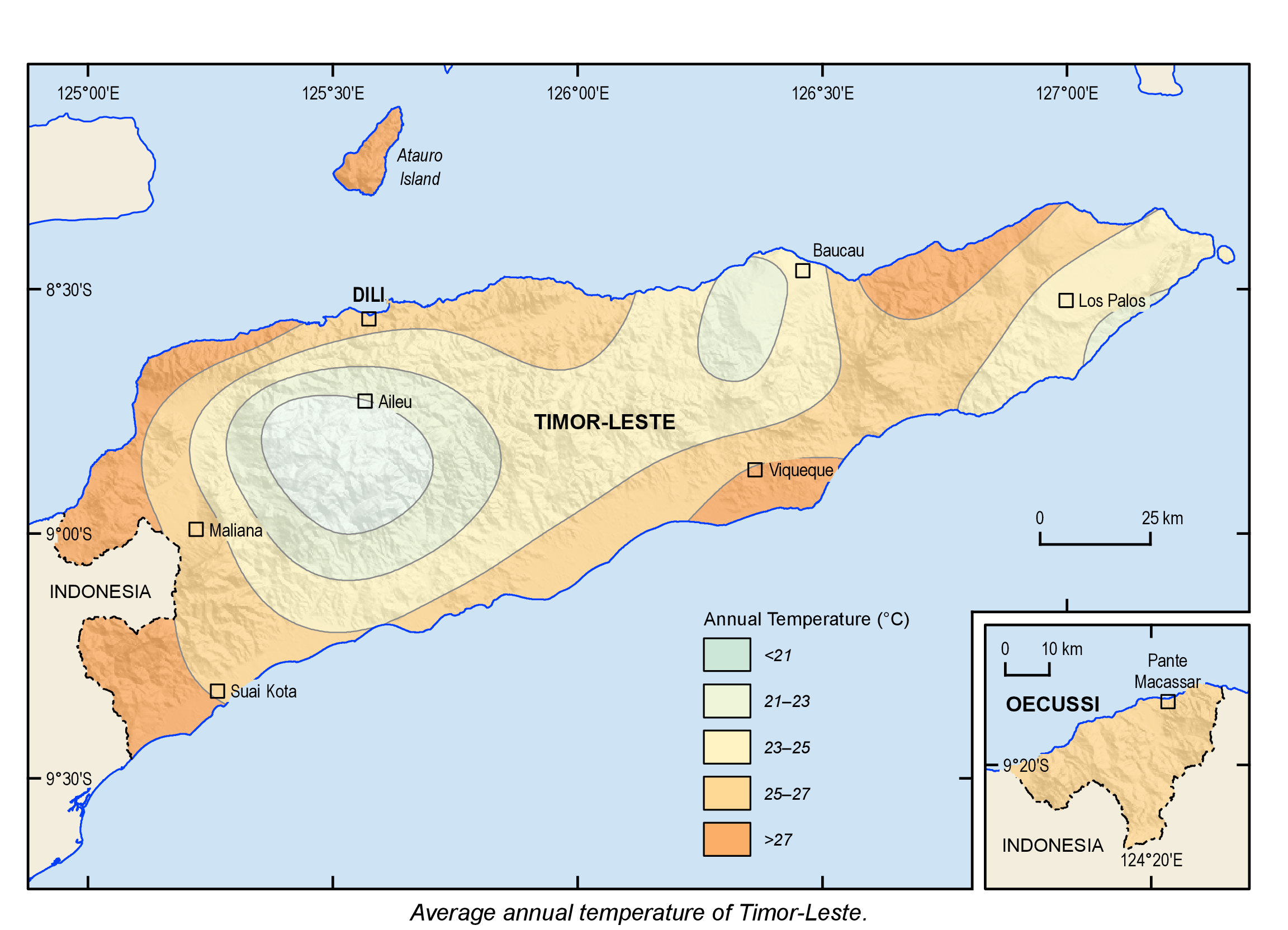
Карта средних температур Восточного Тимора

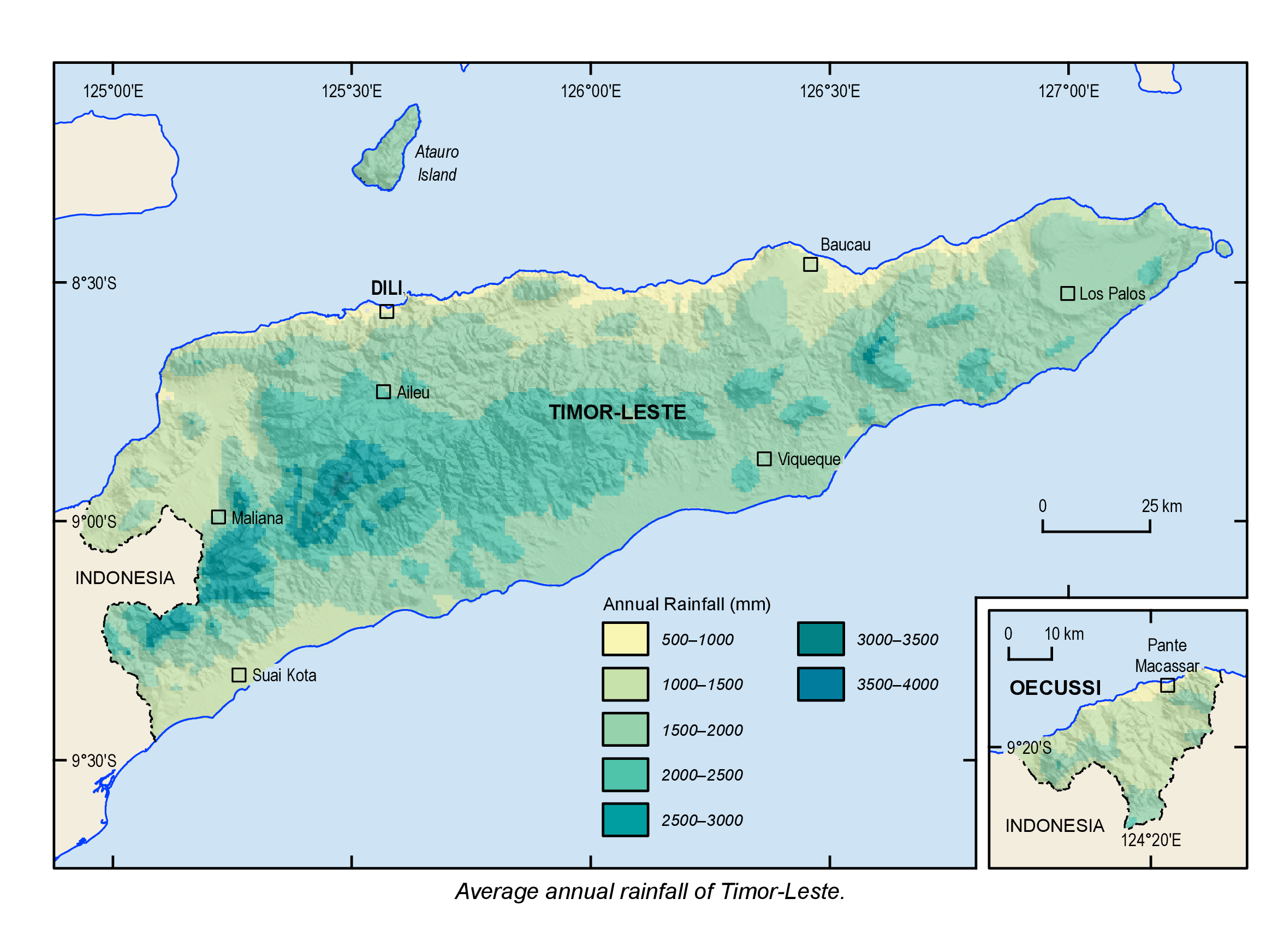
Карта атмосферных осадков Восточного Тимора

Восточный Тимор — государство в Юго-Восточной Азии, расположено между Индонезией и Австралией, занимает восточную половину острова Тимор, а также небольшой эксклав (провинция Окуси-Амбено) в западной половине того же острова, и небольшие острова: Атауру (Атау́ро, Ка́мбинг) на севере и Жаку на востоке. Расположен в Юго-Восточной Азии между 125° восточной долготы и 8° южной широты. Граничит с Индонезией.
Рельеф Восточного Тимора преимущественно горный: с северо-запада на юго-восток территорию страны пересекает сильно расчленённый глыбово-складчатый хребет (наивысшая точка — гора Татамайлау (2963 м)), круто обрывающийся к северному побережью. На востоке страны распространены небольшие плато высотой 500—700 м. Вдоль южного побережья тянутся низменные аккумулятивные равнины. Положение Восточного Тимора в пределах Альпийско-Гималайского подвижного пояса определяет высокую сейсмичность и подверженность острова цунами. Побережье, шельф и особенно дно Тиморского моря богаты нефтью и газом.
Климат страны субэкваториальный муссонный с сухим и влажным сезонами. Среднемесячная температура 25-27 ºС. Годовое количество осадков 1500—2000 мм (наиболее увлажнена южная часть страны). Со склонов хребта стекают небольшие горные реки Лоес, Лакио, Сейкал, Бе-Лулио. Крупных озёр нет.
Общая площадь — 14 954 км². Длина береговой линии составляет 6789 км.
В стране сохранились значительные участки тропических лесов, они занимают треть территории страны: на севере встречаются листопадные, на юге — влажные вечнозелёные леса.